# クロード・E・ロビンソン
クロード・E・ロビンソン（Claude E. Robinson、1900年 - 1961年8月7日）は、アメリカ合衆国の調査実務家であり、広告調査や世論調査の技法開発における先駆者である。彼はジョージ・ギャラップとともに、後にギャラップ調査やその他の世論調査研究で用いられることになる様々な科学的標本調査技法を開発した。

## 生い立ちと教育
ロビンソンは1900年にオレゴン州ポートランドで教師の息子として生まれた。第二次世界大戦中、高校を卒業して陸軍に入隊したが、その後オレゴン州に戻りオレゴン大学で学んだ。彼は優秀な成績を収め、最も優秀な学生に与えられるファイ・ベータ・カッパ・ソサエティ（Phi Beta Kappa Society）の鍵（入会資格）を得ている。さらにコロンビア大学に進学し、社会学のM.A.（修士号）とPh.D.（博士号）を取得した。

## ラジオ聴取率調査の発明
1929年、ロビンソンはコロンビア大学の学生時代に、当時まだ事業として確立されていなかった聴取率調査に活用できる、聴取者によるラジオ受信機の周波数選択（チューニング）を記録する装置を発明し、特許第1961170号を取得した。この装置は、選択された周波数、電源が入った時刻、および同じ周波数が聴取されていた時間の長さを記録するものであった。この発明は、特定の時間帯における放送聴取者の反応を科学的に計測することを目的としていた。ロビンソンはこの特許をRCAに売却している。その後、アーサー・ニールセンがAudiMeter（後のPeopleMeter）を開発し、ニールセン方式の調査システムが確立された。エーシーニールセン社は、現在もテレビ視聴者の視聴習慣に関する統計を作成し続けている。

## 科学的世論調査の先駆者
1932年、ロビンソンは自身の博士論文を基にした、科学的世論調査に関する先駆的な書籍『Straw Votes, a Study of Political Prediction』を刊行した。この著作は、初期の世論調査研究において重要な位置を占める。

## ギャラップ社との関わり
ロビンソンは1935年にジョージ・ギャラップが設立したAmerican Institute of Public Opinion（後のギャラップ社の前身）の共同経営者であった。また、1948年にはジョージ・ギャラップとともに広告調査会社Gallup & Robinson社を設立している。

## オピニオン・リサーチ社と公共への貢献
1938年、ロビンソンはオピニオン・リサーチ社（Opinion Research Corporation, ORC）を設立し、公共団体や私企業に対し調査およびマーケット・リサーチサービスを提供し始めた。
1945年には、パブリック・リレーションズ関係の全米組織であるNational Association of Public Relations Councilより、パブリック・リレーションズを通して国民の福祉に最も貢献した人物として表彰されている。

## アメリカ資本主義の研究と経済団体での活動
ロビンソンは、アメリカ資本主義の研究にも重要な貢献を残した。彼はプリンストン大学に設立されたCenter for the Study and Teaching of Principles of American Capitalism（アメリカ資本主義の原理についての研究教育センター）の座長を務めた。
また、the Committee for Economic Development（経済開発委員会）や、the Foundation for Economic Education（経済教育基金）の理事も務めるなど、経済界の要職を歴任した。

## 死去
クロード・E・ロビンソンは1961年8月7日、癌の手術後に発症した肝炎により死去した。彼の死後、同年中に著作『Understanding Profits』が出版された。

## 著書
- Straw Votes: A Study of Political Prediction, by Claude E. Robinson, Robert E. Chaddock, Columbia University Council for Research in the Social Sciences; Columbia University Press, 1932. 210
- Understanding Profits (Library of American Capitalism) by Claude E. Robinson (Author), Publisher: Van Nostrand (1961)